# Chunyu Qiong
Chúnyú Qióng (chinesisch 淳于瓊 / 淳于琼, Pinyin Chúnyú Qióng, W.-G. Ch'unyu Ch'iung; † 200) war ein General unter dem chinesischen Warlord Yuan Shao gegen Ende der Östlichen Han-Dynastie.
Über sein Leben vor der Schlacht von Guandu ist wenig bekannt. Er wurde 188 zusammen mit Yuan Shao und Cao Cao zum Oberst der Westgarten-Armee ernannt. Wahrscheinlich verließ er die Hauptstadt zur selben Zeit wie Yuan Shao, als der sich im Jahr 190 der Koalition gegen Dong Zhuo anschloss. Er wurde damals einer der verdientesten Generäle Yuan Shaos und wird in einer Denkschrift Cao Caos als „großer General unter Yuan Shao“ (紹大將) bezeichnet.
Im Jahr 200 war Yuan Shao für Cao Cao zu einem gefährlichen Rivalen im Kampf um die Vorherrschaft in der Zentralebene geworden. Im Vorfeld der Schlacht von Guandu sprach er sich zusammen mit Guo Tu für ein aggressiveres Vorgehen gegen Cao Cao aus. Der Offizier Ju Shou bildete dagegen Opposition, aber Yuan Shao gab Chunyu Qiong und Guo Tu eine große Armee, mit der sie im Frühjahr zu Yan Liang stießen und Baima angriffen, das von Cao Caos Offizier Liu Yan verteidigt wurde.
Später führte Chunyu Qiong über 10.000 Männer nach Wuchao, um neue Vorräte aufzunehmen. Im Morgengrauen wurden sie von einem Überfallkommando angegriffen, das Cao Cao persönlich anführte. Yuan Shaos Kavallerie, die Entsatz schickte, wurde weggefegt, und Chunyu Qiong fiel im Kampf. Mit dem Fall des Wuchao-Lagers kollabierte Yuan Shaos Position und viele seiner Generäle (wie Zhang He und Gao Lan) liefen zu Cao Cao über. Chunyu Qiong ist wegen seiner Niederlage ein volkstümlicher Versager in China.
| Personendaten    | Personendaten                     |
| ---------------- | --------------------------------- |
| NAME             | Chunyu Qiong                      |
| ALTERNATIVNAMEN  | Chúnyú Qióng; 淳于琼 (chinesisch) |
| KURZBESCHREIBUNG | chinesischer General              |
| GEBURTSDATUM     | 2. Jahrhundert                    |
| GEBURTSORT       | China                             |
| STERBEDATUM      | 200                               |
| STERBEORT        | China                             |